# Comtat de Sicília
El Comtat de Sicília fou un estat normand que existí entre el 1071 i el 1130, després d'un llarg procés de conquesta i consolidació encetat a mitjans del segle xi. Incloïa les illes de Sicília i Malta i part de Calàbria, a la Itàlia meridional, que anteriorment havien estat sota domini musulmà o romà d'Orient. Fou creat per Robert Guiscard, duc de la Pulla i Calàbria, per al seu germà Roger, que encapçalà la reconquesta cristiana de Sicília de mans de l'emirat musulmà. El comtat esdevingué una entitat poderosa i un gresol de cultures, amb influències llatines, gregues, àrabs i jueves. Així mateix, marcà una important presència naval al mar Mediterrani, on competia amb altres potències marítimes. La capital era Palerm, compartida amb el duc fins al 1112, quan Roger II, fill del primer Roger, n'esdevingué comte únic. El 1130, Roger II unificà el comtat amb el ducat de la Itàlia continental i altres territoris per formar el Regne de Sicília, que d'una manera o altra perduraria fins al 1816.